# L'Eau et le Feu
L'eau et le feu est 2e épisode de la saison 3 du feuilleton télévisé Prison Break.

## Résumé
Un polaroïd censé prouver à Lincoln que Sara et L.J. sont toujours en vie éveille la curiosité des deux frères : Sara semble leur donner un indice. Michael tente d'appeler Sara pour en savoir plus, et pour cela, il doit se procurer le téléphone de Lechero grâce à l'aide de T-Bag pendant que Lincoln négocie l'appel. De son côté, Whistler se rapproche de Mahone afin d'en savoir plus sur Michael Scofield et finit par révéler l'intérêt du livre. Michael et Whistler réfléchissent à leur évasion et Lincoln, avec l'aide de Michael, tente de suivre les indices laissés par Sara.

## Informations complémentaires

### Culture
- McGrady, le jeune prisonnier parle de Michael Jordan, la star de basketball de l'équipe des Chicago Bulls.

### Erreurs
- Quand Michael reçoit son verre d'eau, il a très peu d'eau dans son verre. Juste après ce plan, on aperçoit le verre rempli d'une façon beaucoup plus importante.

## Accueil critique
Aux États-Unis, cet épisode a été suivi par 7,4 millions de téléspectateurs. 